# Estat físic
|  | Aquest article tracta sobre l'abstracció dins d'una teoria dinàmica de l'evolució dels sistemes físics, com la termodinàmica, la mecànica clàssica o la mecànica quàntica. Si cerqueu els estats de la matèria, vegeu «estat de la matèria». |

Un estat físic és cadascuna de les situacions o formes físicament distingibles mitjançant el mesurament d'algunes propietats que pot adoptar un sistema físic en la seua evolució temporal. És a dir, en un sistema físic que està patint canvis, un estat físic és qualsevol de les situacions possibles com a resultat d'aquests canvis.

## Estat físic en diferents teories físiques
La definició anterior és molt abstracta, i presa sentits lleugerament diferents, segons la teoria física que es tracte, per això mereix explicar el terme més concretament en cada context on apareix. En particular el terme apareix en els següents contextos de la física:
CANVIS FÍSICS
els canvis físics són: l'ebullició, fusió, organolèptiques, punt de fusió, densitat, volum, massa, pes.
1. Estat és usat de vegades com un sinònim d'estat de la matèria.
2. En mecànica clàssica el microestat d'un sistema (o un cos) es refereix al conjunt de variables mesurables rellevants per a especificar completament la seva evolució temporal futura.
3. En termodinàmica, l'estat termodinàmic o més concretament el macroestat d'equilibri d'un sistema es refereix a una situació descriptiva del sistema, caracteritzada per una combinació de propietats físiques, per exemple, temperatura, pressió, volum (que especifica completament les altres propietats macroscòpiques del sistema).
4. En l'estudi dels sistemes dinàmics, un sistema físic que evoluciona amb el temps es modelitza mitjançant una equació diferencial (o conjunt d'elles), en aquest context es denomina estat al vector de variables incògnita que intervé en aquesta equació (en certs casos, això coincideix amb el concepte d'estat físic en el sentit termodinàmic, en uns altres és un concepte més abstracte).
5. En mecànica quàntica, l'estat es refereix a un objecte matemàtic que resumeix la informació maximal obtenible del sistema, usualment aquest estat ve representat per un vector en un espai de Hilbert abstracte (tècnicament una classe d'equivalència de vectors de l'espai de Hilbert que difereixen en una "fase" o nombre complex de mòdul unitat).

## Estat físic en mecànica clàssica
En mecànica clàssica l'estat de moviment d'una partícula queda determinat per la posició i velocitat. Això determina al seu torn la seua energia potencial i la seua energia cinètica. A més coneguda la posició i velocitat (vector tangent a la trajectòria) en la posició inicial, el teorema fonamental de corbes implica que la trajectòria serà totalment coneguda si especifiquem les forces implicades per a tot instant futur.
A causa de l'anterior, una manera convenient de representar el conjunt de l'estats possibles d'una partícula és especificar el parell (x, v) (posició, velocitat) o el parell (x, p) (posició, quantitat de moviment). De fet la posició x és generalment un punt de ℝ³ o bé un punt del cridat espai de configuració (para quan s'usen coordenades no cartesianes), la velocitat és sempre un vector de l'espai tangent a l'espai de configuració (que com cas particular pot ser ℝ³). Així doncs com espai d'estats, se seleccionada el fibrat tangent de l'espai de configuració que és el que coneixem com espai fàsic.
Per a sòlids rígids, ja que tenen un nombre finit de graus de llibertat, podem construir igualment un espai de configuració format per coordenades que definisquen la posició d'un cert punt (com el centre de massa), coordenades que definisquen l'orientació. El fibrat tangent de l'anterior torna a ser un espai fàsic adequat per a representar tots els estats de moviment del sòlid rígid.

## Estat físic enmecànica quàntica
En mecànica quàntica no-relativista d'una partícula, l'estat físic d'una partícula comunament queda especificat pel valor d'un conjunt maximal dels observables compatibles (CCOC). Aquests observables es modelitzen com operadors autoadjunts definits sobre un espai de Hilbert complex i separable. El valor mitjà d'una magnitud física A, obtenible a partir de productes escalessis en l'espai de Hilbert del tipus:

{\displaystyle \left\langle \psi \right|\left(A\left|\psi \right\rangle \right)=\left\langle \psi \right|A\left|\psi \right\rangle }

On {\displaystyle \left|\psi \right\rangle } és un vector unitari de l'espai d'Hilbert. Posat que la mesura anterior no canvia si representem el vector d'estat per {\displaystyle e^{i\theta }\left|\psi \right\rangle }, puesto que:

{\displaystyle \left\langle e^{i\theta }\psi \right|A\left|e^{i\theta }\psi \right\rangle =e^{-i\theta }\cdot e^{i\theta }\left\langle \psi \right|A\left|\psi \right\rangle =\left\langle \psi \right|A\left|\psi \right\rangle }

L'estat físic d'una partícula quàntica és una classe d'equivalència de vectors unitaris formada per vectors que difereixen en un factor de la forma eiθ.

### Mecànica quàntica relativista
En mecànica quàntica relativista els estats solen referir-se als estats possibles de el espaitemps. Així l'estat de l'espaitemps ve donat pel nombre de partícules de cada tipus presents i els valors de certes magnituds associades. A cada tipus de partícules se li associa un camp material o observable a partir del qual es defineixen els operadors de creació i destrucció i l'operador nombre de partícules per a cada tipus de partícula que puga existir en el sistema físic.

## Estat físic entermodinàmica
Un sistema termodinàmic que en equilibri queda caracteritzat per un nombre finit n de variables d'estat se diu que és un sistema termodinàmic con n de graus de llibertat. L'estat del sistema ve donat per una n-tupla, (X1, X₂, ..., Xn) de les quals almenys una d'elles és una magnitud extensiva.